# Mitragyna inermis
Mitragyna inermis är en måreväxtart som först beskrevs av Carl Ludwig von Willdenow, och fick sitt nu gällande namn av Carl Ernst Otto Kuntze. Mitragyna inermis ingår i släktet Mitragyna och familjen måreväxter. Inga underarter finns listade i Catalogue of Life.